# تفنگ‌های بنارس
تفنگ‌های بنارس (انگلیسی: Guns of Banaras) فیلم هندی اکشن هندی-زبان است که کارگردانی ان را سکهار سوری برعهده داشت. این فیلم بازساخته ای از فیلم تامیل مرد بی‌رحم (۲۰۰۷) می‌باشد. نقش‌های اصلی فیلم را کاران نات و ناتالیا کائور بازی کرده‌اند و زارینا وهاب، وینود کانا، شلیپا شیرودکار، آبهیمانیو سینگ و تیج ساپرو نقش‌های مکمل را بر عهده داشتند.